# Dalongdong
Dalongdong (chinesisch 大龍峒, Pinyin Dàlóngdòng, Ureinwohnersprache: Pourompon) ist eine alte Siedlung in Taipeh. Die Gegend wurde nach Taipeh eingemeindet und bildet heute einen eigenständigen Ortsteil im Bezirk Datong.
Neben Dalongdong gab es vor Taiwans japanischer Kolonialzeit zwei weitere Siedlungen im Gebiet des heutigen Taipeh: Mengjia (Jetzt Wanhua) und Da-Long-Chen (Dadaocheng).
In der Sprache der Ureinwohner lautete der Name des Ortes „Pourompon“. Es gab einen Japaner, der taiwanische Ortsnamen erforschte und sagte, dass „Pourompon“ jenes Geräusch sei, das beim Fallen eines Steines ins Wasser entstünde. Diese Ansicht ist plausibel, weil Pourompon zwischen dem Danshui-Fluss und dem alten Lauf des Keelung-Flusses liegt. Außerdem ist der Vergleich mit dem sehr ähnlich klingenden deutschen Wort „plumps“ sehr interessant.
Der Bedeutung von „Dalongdong“ entspricht im Deutschen „Große Drachen-Höhle“. Der Name stammt aus dem Jahr 1864. Zu dieser Zeit gab es mehr Gelehrte in Dalongdong als in Mengjia und Dadaocheng. Ein Mann erzählte über „Dalongdong“: Der Rundberg sei der Kopf und die Ha-Mi-Straße sei der Körper eines Drachen. Deshalb gebe es in Dalongdong so viele Gelehrte.

## Sehenswürdigkeiten
- Bao’an-Tempel
- Konfuziustempel

Koordinaten: 25° 4′ N, 121° 31′ O